# Polverara
Polverara – miejscowość i gmina we Włoszech, w regionie Wenecja Euganejska, w prowincji Padwa.
Według danych na rok 2004 gminę zamieszkiwały 2344 osoby, 260,4 os./km².